# Aspidoglossum validum
Aspidoglossum validum är en oleanderväxtart som beskrevs av F.K. Kupicha. Aspidoglossum validum ingår i släktet Aspidoglossum och familjen oleanderväxter. Inga underarter finns listade i Catalogue of Life.